# Friedrich Schrecker
Martin Gebhard Friedrich Schrecker (* 10. November 1863 in Freyburg; † 15. Juli 1937 in Remagen) war ein deutscher Politiker und Oberbürgermeister in Hamborn.

## Leben
Martin Gebhard Friedrich Schrecker war der Sohn des Steuerrats Friedrich Schrecker und dessen Gemahlin Louise Fiedler. Nach dem Besuch der Gymnasien in Torgau und Münster ging er am 4. Mai 1881 als Schüler zur Stadtverwaltung Münster und wurde im Oktober 1883 als Hilfsarbeiter bei der Regierung Münster übernommen. Von Mai 1884 bis November 1887 in Laer als Verwaltungsgehilfe eingesetzt, wechselte er in der gleichen Funktion zur Amtsverwaltung Ahlen. Nachdem er ab März 1888 bei der Amtsverwaltung Schlüsselburg als Verwaltungssekretär eingesetzt war, bewarb er sich erfolgreich um die frei gewordene Stelle des Bürgermeistereisekretärs und Bürovorstehers in Beeck. Die Regierung Düsseldorf beauftragte ihn am 25. April 1899 mit der vorläufigen Leitung der Geschäfte der Bürgermeisterei Beeck, nachdem der Bürgermeister Emil Hagedorn verstorben war. Wegen der stark veränderten Einwohnerzahlen stand eine Neufestlegung der Bürgermeistereibezirke an. Dabei gab die Regierung Schrecker zur Wahl, entweder in Beeck zu bleiben oder nach Hamborn zu wechseln. Er entschied sich für Hamborn.
Zum 1. April 1900 nahm die Verwaltung der Bürgermeisterei Hamborn unter der Leitung Schreckers in angemieteten Räumen ihre Tätigkeit auf. Der Bau eines Rathauses wurde erst in den Jahren 1902 bis 1904 verwirklicht. Hamborn war zu diesem Zeitpunkt die am schnellsten wachsende Landgemeinde im ganzen Deutschen Reich. Seine Einwohnerschaft nahm von Ende 1900 bis Ende 1910 von 34.000 auf 100.000 zu. Ursächlich war vor allem das Wachstum des Steinkohlen-Bergwerks Gewerkschaft Deutscher Kaiser. Erst in den letzten Jahren vor dem Ersten Weltkrieg ließ das Tempo des Bevölkerungswachstums etwas nach. Die massive Zuwanderung überwiegend junger Menschen aus mehreren Ethnien schuf ein unruhiges soziales Klima, das ebenso wie die hohe Fluktuation unter den Zuwanderern die Gemeindeverwaltung vor große Probleme stellte. 1910 waren lediglich 17 Prozent der Bevölkerung in Hamborn geboren. Die Landgemeindeordnung, nach der Hamborn bis 1911 verwaltet wurde, legte der Handlungsfreiheit der Bürgermeisterei Fesseln an, die eine planvolle Entwicklung zur Stadt, zum Beispiel eine zielgerichtete Grunderwerbsstrategie und Investitionen in größere kommunale Einrichtungen, unmöglich machten. In den ersten fünf Jahren nach der Gründung der Bürgermeisterei trug Schrecker allein die Verantwortung für das gesamte Verwaltungshandeln in Hamborn, unterstützt von unbesoldeten Beigeordneten. 1905 wurden die ersten besoldeten Beigeordneten eingestellt und damit der Übergang zur vollprofessionellen Verwaltung geschaffen.
Nach Erreichen der Einwohnerzahl von 100.000 im Jahre 1910 konnten – lange von der Verwaltungsspitze und Gemeinderat gefordert – Hamborn am 4. November 1911 die Stadtrechte verliehen werden. Damit erhielt Schrecker im März 1912 die königliche Erlaubnis, den Titel Oberbürgermeister zu führen.
Dass mit Schrecker ein Nichtakademiker die Verwaltung einer Großstadt mit knapp 120.000 Einwohnern (1914) leitete, war in Deutschland eine seltene Ausnahme. Er war evangelisch und parteilos, stand aber der Nationalliberalen Partei nahe.
Hamborn wurde nach dem Beginn der Novemberrevolution 1918 Zentrum der revolutionären Aktivitäten der radikalen Bergarbeiterschaft. So stürmten am Heiligabend bewaffnete Arbeiter das Rathaus, um sich Waffen und Munition zu verschaffen. Dabei wurde der Hamborner Polizeichef lebensgefährlich verletzt und Schrecker mit dem Tode bedroht. Er verhielt sich im Umgang mit den Arbeiterführern, die bis zum 26. Februar 1919 in Hamborn die höchste Gewalt ausübten, verantwortungsbewusst und umsichtig. Später, nach der Besetzung und Befreiung Hamborns durch Regierungstruppen, wurde er von seinen Gegnern als Sympathisant der Spartakisten bezeichnet. Auf eigenen Wunsch ließ er sich beurlauben und eine amtliche Untersuchung zu diesen Vorwürfen durchführen. Ergebnis: Die Vorwürfe waren haltlos. Schließlich bat Schrecker um vorzeitige Pensionierung, da er für eine konstruktive Zusammenarbeit mit mehreren Stadtverordneten keine Basis mehr sah. Zum 1. Juli 1919 wurde er in den Ruhestand versetzt. Er zog nach Remagen, wo er nach langer Krankheit starb. Am 19. Juli 1937 wurde er auf dem Evangelischen Friedhof in Hamborn an der Seite seiner Frau Emmy (Tochter von Emil Hagedorn), die 1910 gestorben war, beigesetzt.